# Aspidelectra densuense
Aspidelectra densuense is een mosdiertjessoort uit de familie van de Electridae. De wetenschappelijke naam van de soort is voor het eerst geldig gepubliceerd in 1968 door Cook.